# مناظره‌های انتخابات ریاست جمهوری ایالات متحده آمریکا (۲۰۱۶)
در طول  انتخابات ریاست‌جمهوری ۲۰۱۶ ایالات متحده آمریکا، کمیسیون دوحزبی مناظره‌های ریاست جمهوری در نظر داشت چهار مناظره برگزار کند، که در مکان‌های مختلفی در ایالات متحده آمریکا در سپتامبر و اکتبر ۲۰۱۶ پراکنده شده‌بود – سه تا از آنها با حضور نامزدهای ریاست جمهوری و یکی با حضور نامزدهای معاونت ریاست جمهوری اجرا شد. نخستین مناظره در ۲۶ سپتامبر انجام شد.
بنیاد انتخابات آزاد و برابر در ۲۵ اکتبر ۲۰۱۶ مناظره‌ای ریاست جهوری را در دانشگاه کلرادو بولدر برگزار کرد.

## کمیسیون مناظره‌های ریاست جمهوری
کمیسیون سه معیار را برای حائزین شرایط حضور در مناظره ریاست جمهوری قرار داد: واجد شرایط بودن برای ریاست جمهوری طبق قانون اساسی، بودن نام آنها به حد کافی برای کسب ۲۷۰ رای الکتورال بر روی تعرفه‌های رای و داشتن حداقل ۱۵٪ در پنج نظرسنجی برگزیده ملی. هیلاری کلینتون، دونالد ترامپ، گری جانسن، و جیل استاین در ایالات کافی روی تعرفه‌های رای قرار خواهند داشت که شانس کسب ۲۷۰ رای الکتورال را داشته باشند، ولی فقط کلینتون و ترامپ به حدنصاب ۱۵٪ در نظرسنجی‌ها رسیدند. تا تاریخ اوت ۲۰۱۶ جانسون و استاین به ترتیب حداکثر ۱۳٪ و ۷٪ حمایت نظرسنجی‌ها را داشته‌اند، و میانگین رقم آنها ۸٫۳٪ و ۳٪ بوده است.
در ۱۵ اوت ۲۰۱۶ کمیسیون اعلام کرد از نظرسنجی‌های سی‌بی‌اس/نیویورک تایمز, فاکس نیوز، سی‌ان‌ان، ان‌بی‌سی/وال‌استریت جورنال, و ای بی سی/واشینگتن پست برای مناظره اول استفاده خواهد کرد.
در ۱۶ سپتامبر کمیسیون رسماً از هیلاری کلینتون و دونالد ترامپ برای شرکت در مناظره اول که در ۲۶ سپتامبر در دانشگاه هوفسترا برگزار شد دعوت به عمل آورد، ولی جانسن و استاین به حد نصاب نرسیده و در مناظره حضور نیافتند.
مناظره اول حول امنیت ملی، «دستیابی به شکوفایی»، و «جهت گیری آمریکا» متمرکز بود و به سه بخش ۳۰-دقیقه‌ای در سه موضوع تقسیم شد.

### نظرسنجی
| رقابت     | نظرسنجی                 | تاریخ انجام         | هیلاری کلینتون دموکرات | دونالد ترامپ جمهوریخواه | گری جانسن لیبرترین | جیل استاین سبز |
| چهار طرفه |                         |                     |                        |                         |                    |                |
| --------- | ----------------------- | ------------------- | ---------------------- | ----------------------- | ------------------ | -------------- |
| چهار طرفه | فاکس نیوز               | سپتامبر ۱۱–۱۴       | ۴۱٪                    | ۴۰٪                     | ۸٪                 | ۳٪             |
| چهار طرفه | سی‌بی‌اس/نیویورک تایمز    | سپتامبر ۹–۱۳        | ۴۲٪                    | ۴۲٪                     | ۸٪                 | ۴٪             |
| چهار طرفه | ای‌بی‌سی/واشینگتن پست     | سپتامبر ۵–۸         | ۴۶٪                    | ۴۱٪                     | ۹٪                 | ۲٪             |
| چهار طرفه | سی‌ان‌ان/اوآرسی           | سپتامبر ۱–۴         | ۴۳٪                    | ۴۵٪                     | ۷٪                 | ۲٪             |
| چهار طرفه | ان‌بی‌سی/وال‌استریت جورنال | سپتامبر ۱۶–۱۹       | ۴۳٪                    | ۳۷٪                     | ۹٪                 | ۳٪             |
|           | میانگین                 | ژوئیه ۳۱–سپتامبر ۱۹ | ۴۳٫۰٪                  | ۴۱٫۰٪                   | ۸٫۲٪               | ۲٫۸٪           |

### مناظره‌های ریاست جمهوری
همه مناظره‌ها از ۹:۰۰ تا ۱۰:۳۰ شب به وقت شرق آمریکا برگزار خواهند شد.
| ۱ | سپتامبر 26, 2016 | دانشگاه هوفسترا             | همپستد، نیویورک | لستر هولت               | P | P | N | N |
| ۲ | ۹ اکتبر ۲۰۱۶     | دانشگاه واشینگتن در سن‌لوئیس | سنت لوئیس       | مارتا ردتس اندرسون کوپر |   |   |   |   |
| ۳ | ۱۹ اکتبر ۲۰۱۶    | دانشگاه نوادا، لاس وگاس     | پارادایس، نوادا | کریس والاس              |   |   |   |   |